# Agdistis halodelta
Agdistis halodelta là một loài bướm đêm thuộc họ Pterophoridae. Nó được tìm thấy ở bán đảo Iberia, Bắc Phi và Israel.